# Новая (Сусанинский район)
Новая — упразднённая деревня в Сусанинском районе Костромской области России. Входила в состав Сумароковского сельского поселения. Упразднена в 2024 году.

## География
Находится в западной части Костромской области на расстоянии приблизительно 22 км на восток по прямой от районного центра поселка Сусанино.

## Население
| 2008 | 2010 | 2014 |
| ---- | ---- | ---- |
| 0    | →0   | →0   |

Постоянное население не было учтено как в 2002 году, так и в 2022.